# ليونيل شرايفر
ليونيل شرايفر (بالإنجليزية: Lionel Shriver)‏ (18 مايو 1957، غاستونيا في الولايات المتحدة)؛ كاتِبة، سيناريست، صحفية وروائية أمريكية.

## روابط خارجية
- ليونيل شرايفر على موقع IMDb (الإنجليزية)
- ليونيل شرايفر على موقع مونزينجر (الألمانية)
- ليونيل شرايفر على موقع ألو سيني (الفرنسية)
- ليونيل شرايفر على موقع ميوزك برينز (الإنجليزية)
- ليونيل شرايفر على موقع أول موفي (الإنجليزية)
- ليونيل شرايفر على موقع قاعدة بيانات الأفلام السويدية (السويدية)
- ليونيل شرايفر على موقع كينوبويسك (الروسية)